# Krāslava distrikt
Krāslava distrikt (lettiska: Daugavpils rajons) var till 2009 ett administrativt distrikt i Lettland, beläget i den sydöstra delen av landet, ca 260 kilometer från huvudstaden Riga. Distriktet angränsar med distrikten Rēzekne och Ludza i norr och Daugavpils i väster.
Den största staden är Krāslava med 10 854 invånare.